# عنيبية سولاوسية
عنيبية سولاوسية (الاسم العلمي:Cocculus celebicus) هي نوع غير مؤكد من النباتات تتبع جنس العنيبية من فصيلة البذر القمرية.